# Demisexualitat

Bandera de la demisexualitat

La demisexualitat és una terminologia emprada per la comunitat LGBT per a denominar l'atracció sexual per persones amb les quals hom té una forta connexió emocional. Es troba a mig camí entre l'asexualitat i qualsevol orientació sexual (heterosexualitat, homosexualitat i bisexualitat), ja que, encara que el subjecte no senti atracció sexual per la major part de les persones amb les quals té contacte, és capaç de sentir desig sexual per la persona de la qual està enamorada, o amb qui té una connexió romàntica o emocional, de manera que pot mantenir relacions sexuals i tenir una vida sexual activa.
Sovint, persones que se consideren a si mateixes com a asexuals "s'activen" en conèixer la persona adequada i senten un desig sexual comú per ella, i així poden mantenir una relació amb sexe amb persones heterosexuals, homosexuals, bisexuals o pansexuals.